# Hrvatska (Zagreb, 1906.)
Hrvatska je bio hrvatski dnevnik iz Zagreba. 
Izlazile su od 1. lipnja 1906. do 13. studenoga 1909. Izlazile su svakim danom osim nedjelje. 
Izdavač je bio Saborski klub Hrvatske stranke prava. 
Uređivali su ih: 
- August Harambašić
- Stjepan Horvat
- Josip Lakatoš
- Angjeo Gjurski
- Rudolf Rauker

Razlikovati ih od listova Hrvatske iz 1886. i 1900.